# 拓跋長楽
拓跋 長楽（たくばつ ちょうらく、生年不詳 - 479年）は、北魏の皇族。安楽王。

## 経歴
文成帝と李夫人のあいだの子として生まれた。470年（皇興4年）、建昌王に封じられた。475年（延興5年）12月、安楽王に改封された。長楽の性格は重々しく落ち着いていたため、献文帝に愛された。476年（承明元年）6月、太尉に任じられた。11月、定州刺史として出向した。不法のことが多く、民衆が長楽の咎を宮殿に直訴すると、孝文帝は罰杖30を加えた。収奪と暴虐がますますひどくなったため、洛陽に召還された。479年（太和3年）、内行長乙肆虎とともに反乱を計画して発覚し、死を賜った。王礼で葬られ、諡は厲といった。
子に元詮があった。

## 伝記資料
- 『魏書』巻20 列伝第8
- 『北史』巻19 列伝第7